# Манценрайтер, Соня
Соня Манценрайтер (нем. Sonja Manzenreiter, 18 июля 1975, Инсбрук, Тироль) — австрийская саночница, выступавшая за сборную Австрии с 1997 года по 2006-й. Участница трёх зимних Олимпийских игр, обладательница бронзовой медали чемпионата мира, многократная призёрша национального первенства.

## Биография
Соня Манценрайтер родилась 18 июля 1975 года в городе Инсбрук, федеральная земля Тироль. Активно заниматься санным спортом начала в возрасте девяти лет, в 1992 и 1993 годах была обладательницей юниорского Кубка мира, а в 1997-м прошла отбор во взрослую национальную сборную и стала принимать участие в крупнейших международных стартах, показывая довольно неплохие результаты. Благодаря череде удачных выступлений удостоилась права защищать честь страны на зимних Олимпийских играх 1998 года в Нагано, где впоследствии закрыла десятку сильнейших.
В 2000 году на чемпионате мира в швейцарском Санкт-Морице Манценрайтер была пятнадцатой, тогда как в общем зачёте Кубка мира заняла девятую позицию. На следующем мировом первенстве в канадском Калгари пришла к финишу девятой, а после окончания всех кубковых этапов поднялась в мировом рейтинге сильнейших саночниц до седьмой строки. В 2002 году заняла седьмое место на чемпионате Европы в немецком Альтенберге, кроме того, ездила соревноваться на Олимпийские игры в Солт-Лейк-Сити, без проблем преодолела квалификацию и планировала побороться здесь за медали, однако в итоге смогла добраться только до седьмой позиции.
На чемпионате мира 2003 года в латвийской Сигулде финишировала шестой в одиночной программе, но вместе с австрийской смешанной командой разместилась на третьей строке и получила бронзу, при этом кубковый цикл окончила на пятой позиции. Также в этом году была награждена золотой медалью почётного знака «За заслуги перед Австрийской Республикой». Через год на мировом первенстве в японском Нагано показала четвёртый результат, на первенстве Европы в немецком Оберхофе приехала пятой, в кубковом зачёте заняла четвёртое место. В 2005 году на чемпионате мира в американском Парк-Сити финишировала шестой в женском одиночном разряде и немного не дотянула до подиума в состязаниях смешанных команд, оставшись на четвёртой строке. В Кубке мира пропустила несколько этапов, поэтому по окончании сезона была только на семнадцатой позиции.
На европейском первенстве 2006 года в немецком Винтерберге показала тринадцатое время среди одиночек и пятое в командных соревнованиях, тогда как в кубковом зачёте была пятой. Последним крупным международным стартом для неё стали Олимпийские игры в Турине, она шла пятой после двух попыток, но во время третьей потерпела крушение и вынуждена была отказаться от дальнейшего участия в заездах. Поскольку конкуренция в сборной на тот момент резко возросла, вскоре Соня Манценрайтер приняла решение завершить карьеру профессиональной спортсменки, уступив место молодым австрийским саночницам.